# Національний парк Каямбе-Кока
Національний парк Каямбе-Кока (НПКК) — охоронна територія, розташована на північному сході Еквадору, у провінціях Пічинча, Імбабура, Напо та Сукумбіос. Він охоплює понад 400 000 гектарів та включає такі гори, як Каямбе, Сараурку, Пунтас і Ревентадор, а також громади Кічва Оякачі. Національний парк має широкий висотний діапазон, від замерзлих зон у льодовиках вулкана Каямбе (5790 m s. n. m.) до вологих передгірних лісів на річці Кіхос, що проходять через вологі болота, ліси Polylepis, низькорослі ліси, високогірні ліси Анд і хмарні ліси. На високих висотах, у напрямку до міжандської долини, рослинність більш суха і значно змінена внаслідок інтенсифікації сільськогосподарської діяльності.

## Фізичні характеристики

### Геологія
Він розташований у західній частині гірського масиву Анд, на території якого є два вулкани Ревентадор і Каямбе. Вулкан Каямбе — складний стратовулкан, висота якого 5790 м, розташований у західному напрямку, характеризується наявністю кількох вулканічних куполів, а також має льодовиковий масив вище 4600 м, приблизно 22 км², досягаючи товщини від 30 до 50 м на території, яку охоплює.

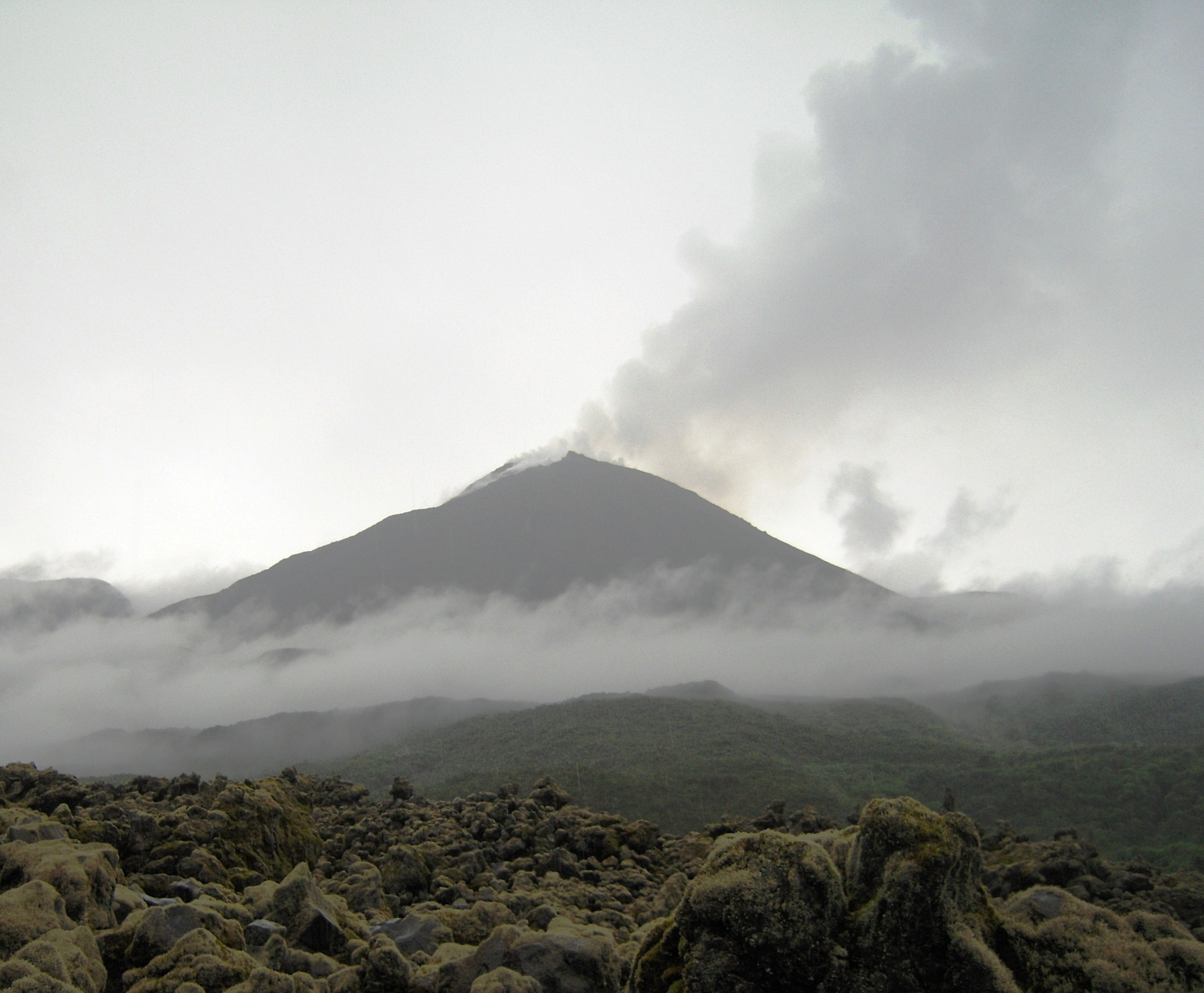
Вулкан Ревентадор (виверження, 2012).

Вулкан Ревентадор розташований на східній частині НПКК, це нині активний стратовулкан, що вивергається; Вулканічна будівля складається з порід типу андезиту і базальтового андезиту, конус витягнутий і має нахил близько 34°.
10 % загальної поверхні НПКК відповідає літології палеозойського, що складається зі сланців, кварцитів та сланців. З іншого боку, 58 % відповідає літології мезозойської епохи та представляє: сланці, металлави, гранодіоріт, діоріти, кварцитами, лютитами, чорними вапняками, а в останньому періоді — лавами та пірокластими. 22-й % поверхні відповідає кайнозою, утворений переважно: сланцями, андезитами та пірокластими. Вулканічні утворення НПКК атрибут 10 % залишкової площі території, що охороняється.

### Геоморфологія
52 % заповідної території характеризується гірським рельєфом, 6 % вулканічними рельєфами та 4,2 % горбистого рельєфу, іншими характерними геоформами в межах PNCC є льодовикові цирки, баранові скелі, морени, лавові потоки (3,8 %), горбистий вулканічний рельєф і тераси (2,5 %). Серед найрізноманітніших геоформ в парку — вулкани Каямбе і Ревентадор, а також їх околиці, де розташована Серро Пунтас, лагуни Пуруханта і Сан-Маркос, а також весь північно-західний ландшафт округу Папаллакта, який включає кілька систем водно-болотних угідь із западинами лагун і боліт.
У парку також є порізані річкові пейзажі, де річки перетинають скелі і ущелини. Включає різні U-подібні долини, V-подібні долини, висячі долини і річкові льодовики. На північний схід, в амазонській частині парку, розташовані розчленовані поверхні схилів (3,5 %) та таблиці (2.3 %).

### Гідрографія
НПКК розташований на двох схилах: тихоокеанському та амазонському. У цьому районі беруть початок важливі водні системи, такі як Есмеральдас, Чота, Міра, Папаллакта, Косанга, Кіхос, Оякачі, Саладо, Кока та Агуаріко.

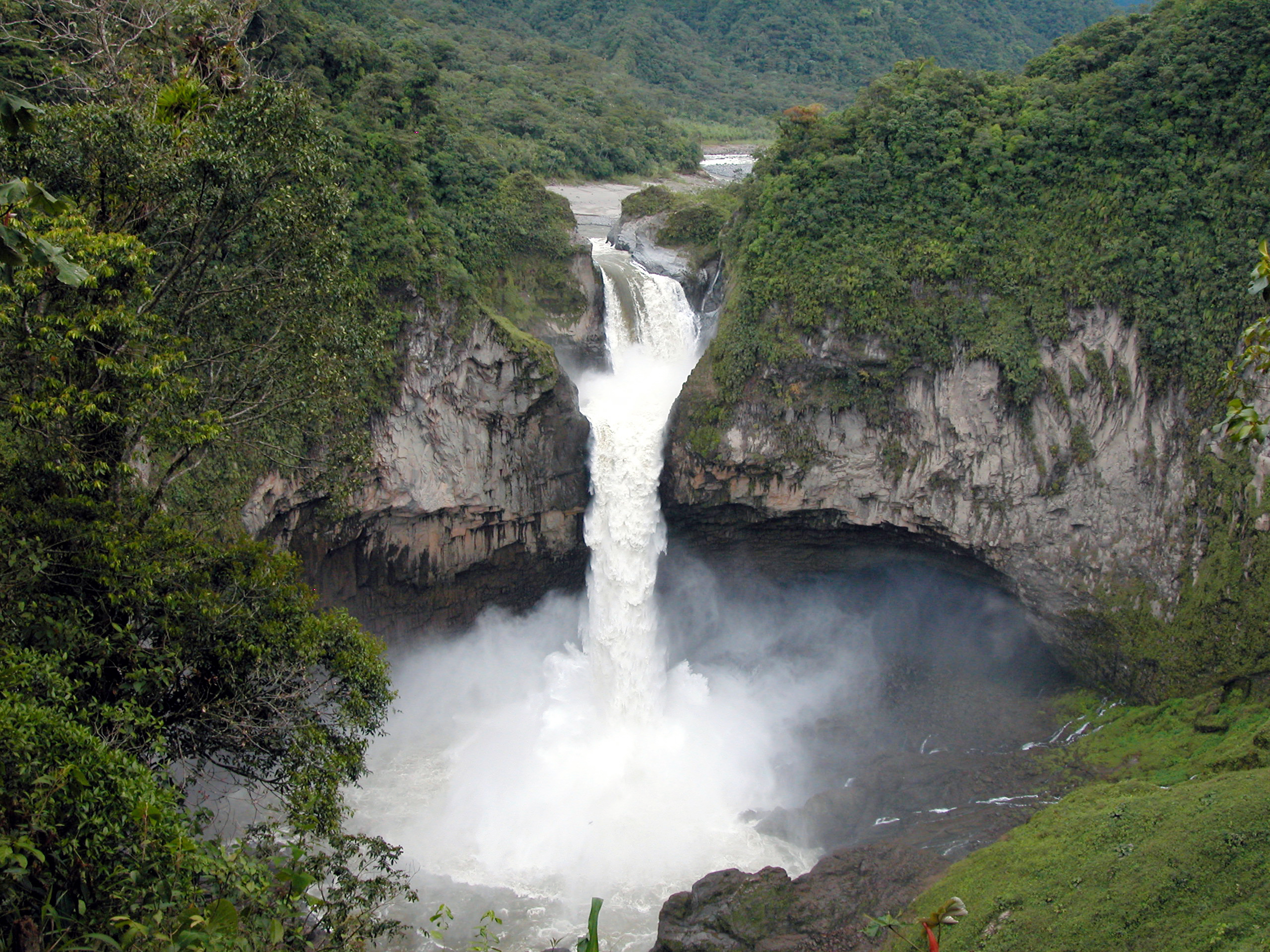
Фото, як виглядав водоспад Сан-Рафаель до того, як він впав

Важливі річки-притоки беруть початок у заповідній зоні, живлячи суббасейни, які складають важливі верхні гідрографічні райони, такі як Напо, Есмеральдас і Міра. Водна демаркація річки Напо забезпечується 92 % НПКК, тоді як 8 % решта сприяє розмежуванню води річок Есмеральдас і Міра. 58 % вододілу річки Напо розташоване в межах національного парку. 57-й % поверхні суббасейну річки Кока розташоване в межах НПКК, тоді як 44 % усього басейну річки Кока розташоване в межах НПКК.

### Клімат
Національний парк — це територія з великою кількістю опадів (від 800 до 1487 мм) на рік у Східному гірському масиві. Найбільш вологим районом є басейн нижньої течії річки Дуе, з опадами до 5662 мм на рік у південно-західній водозбірній зоні. 23.7 % НПКК має мезотропічний або гірський клімат, 33,8 % — термотропічний клімат, який охоплює східну та нижню частину парку; а 35,8 % (гірська місцевість на захід від парку) має супратропічний клімат; і 6.6 % оротропічного клімату, що включає вулкан Каямбе, Серро Сараурко та водно-болотні системи Папаллакта.
У східній частині парку максимальна температура становить від 18 до 29,5 °C, а в гірській місцевості західної частини парку — від 1,5 до 14,3 °C. Мінімальні температури коливаються від −7,8 до 7,5 у східному гірському масиві та від 10,6 до 18,5 в Амазонці. Кліматичні характеристики, рельєф і вплив східних вітрів Кордильєр Реал вплинули на біогеографію та різноманітність НПКК.

## Біологічні особливості

### Екосистеми та рослинний покрив
НПКК складається з 10 екосистем на основі Класифікаційної системи екосистем континентального Еквадору MAE (2013), 4 з них є екосистемами болотистих місцевостей і 7 є місцевими лісами. Лісові екосистеми переважають порівняно з болотистими екосистемами, 66 % поверхні НПКК становлять корінні ліси і лише 26 % становлять болота, решта відсотків відповідає 0,3 % води, 7,3 % площі антропогенного втручання та 0,7 % іншим.

### Флора
Середовища існування варіюються від луків парамо до гірських тропічних лісів. Ічу, папороті та плауни — найпоширеніші рослини. Існує більше як сто видів ендемічних рослин.

### Тваринний світ
Дослідження були розпорошені по НПКК, що не дозволяє проводити процеси наукової перевірки. Характеристика фауни НПКК базувалася на дослідженні швидкої екологічної оцінки 1998 року, проведеної Conservation Data Center-CDC, і на дослідженнях, проведених EPMAPS.

#### Птахи
Загалом було зареєстровано 395 видів, і за оцінками, це число може зрости, оскільки деякі райони парку, особливо в передгір'ях Анд, ще не досліджені. Серед найбільш представницьких видів у межах парку є андський кондор (Vultur gryphus), орлан (Oroaetus isidori), кільчастодзьобий гуан (Aburria aburri), фуегійський бекас (Gallinago stricklandii), великий косодзьоб (Campylorhamphus pucherani), гігантський шишкодзьоб (Oreomanes phraseri), сірогрудий андський тукан (Andigena hypoglauca), військовий ара (Ara militaris), масковий монтанський танагер (Buthraupis wetmorei), плямистий папуга (Touit stictoptera).

#### Ссавці
У національному парку зареєстровано 106 видів ссавців; У північній частині НПКК була зареєстрована різноманітна фауна, що складається з 12 видів великих мавп, популяцій кількох глобально загрозливих видів, на додаток до 42 видів великих ссавців, які перебувають під загрозою. Види, які можна зустріти в охоронній зоні, це червонолиця козуля (Mazama americana), болотистий олень (Mazama rufina), олень чонта (Pudu mephistophiles), колумбійська ласка (Mustela felipeii), очковий ведмідь (Tremarctos ornatus), коротковуха лисиця (Atelocynus microtis) та чорношийка (Saguinus nigricollis).

#### Амфібії
Ця група представлена декількома підгрупами або сімействами, із записом 116 видів, найбільш репрезентативними з PNCC є чорна жаба (Atelopus ignescens), ропуха листова (Bufo typhonius), андська сумчаста жаба (Gastrotheca riobambae), трикутна жаба Сумако (Hemiphractus proboscideus), жаба Jondachi жаба (Hyla staufferorum), товста жаба куюя (Eleutherodactylus elassodiscus), кутін Salto de Agua (Eleutherodactylus pugnax), кутін баньоса (Eleutherodactylus nigrogriseus), цецилія Санта Роза (Caecilia attenuata).

#### Рептилії
Він складається з близько 140 видів, три з яких поширені на всіх висотних рівнях; однак його різноманітність досягає надзвичайного рівня в тропічному та субтропічному рівнях. Найбільш представницькими видами є ящірки берегові (Neusticurus ecpleopus), аноліс гірський (Pholidobolus montium), аноліс грубошкірий (Norops trachyderma), вуж еквадорський (Dipsas elegans), вуж-равлик (Dipsas gracilis).

## Культура
У заповідній зоні проживають корінні громади, такі як кічва з громади Оякачі на західній стороні гір Анд і кофан із спільноти Сінанге в провінції Сукумбіос.

## Пам'ятки
- Гарячі джерела Папаллакта популярні серед спа-салонів для відпочинку, а луки на високих плато неподалік популярні для риболовлі та спостереження за птахами.
- Кантон Каямбе включає доінківські споруди Памбамарки, Храм Сонця та Місяця в Пунтіацілі та частину Шляху інків.
- Вулкан Каямбе: діючий засніжений вулкан, улюблений альпіністами, він має сейсмічну аномалію, яка вказує на можливу активацію після 230 років спокою, але туризм продовжується. (5790 м.н.р.м.).
- Озеро Пуруханта: розташоване на півночі озеро має стежки, кемпінги, а також стародавні руїни (так звані «столи») із різноманітною флорою та фауною.
- Озеро Сан-Маркос: є обсерваторія, де можна побачити різноманітну флору та фауну природи.
- Оякачі: його головною визначною пам'яткою є громада та прерія.
- Водоспад Сан-Рафаель: з висотою падіння 131 м, це одна з найбільш вражаючих пам'яток парку та найвищий водоспад в Еквадорі. Він розташований на річці Кіхос, і до нього можна дістатися по дорозі.
- Кіхос: культурний і природний туризм.
- Водоспад Буга та первинні ліси Пакістанції.
- Кофан із Сінанго: громада в прерії.
- Інші вершини: Сарахурко (4725 м над рівнем моря), вулкан Ель Ревентадор (3485 м над рівнем моря), Серро Пунтас (4452 м над рівнем моря).